# Adam Afzelius
Adam Afzelius (Gotalândia Ocidental, 8 de outubro de 1750 — Upsália, 20 de janeiro de 1837) foi um botânico sueco.

## Biografia
Afzelius nasceu em Larv, na província de Gotalândia. Aos vinte e sete anos de idade, em 1777, tornou-se professor de línguas orientais na Universidade de Upsália, e oito anos depois, na mesma universidade sueca tornou-se professor de botânica. Em 1792 iniciou uma grande viagem, que se prolongaria pelos anos sucessores, pela grande costa ocidental africana, trabalhando no tema que mais o cativava: a botânica. Retornado à Suécia, seguiu para Londres, que, a passos largos, se tornava a maior metrópole da Europa Ocidental. Em Londres, de 1797 a 1798, trabalhou como secretário na embaixada sueca.
Depois deste período entre os meandros das relações políticas entre os dois países europeus, regressa definitivamente a Upsália onde, em 1802, foi nomeado presidente do Linnaean Institute, que nesta altura ainda não passava de uma sociedade de cientistas, botânicos e entre outros dedicados ao estudo científico. Em 1823 publicou a auto-biografia de Carolus Linnaeus. Para além deste, Afzelius publicou outras obras da sua autoria. Faleceu anos depois, em Upsália, em 1837. O seu irmão Johan Afzelius, professor de química também em Upsália, faleceu no mesmo ano. O irmão mais novo, Pehr von Afzelius, também professor em Upsália, mas desta feita de medicina, faleceu anos mais tarde, em 1843.

## Obras
- De vegetabilibus svecanis observationes et experimenta, 1785.
- "The botanical history of Trifolium alpestre, medium, and pretense", London : Benjamin White and Son, 1791.
- "Observations on the genus Pausus, and description of a new species", London : Benjamin White and Son, 1798.
- Genera Plantarum Guineensium, 1804.
- Remedia guineensia quorum collectionem quintam, 1813-17  (one of many authors).
- Stirpium in Guinea medicinalium species novæ, 1818.
- Stirpium in Guinea medicinalium species cognitae, 1825.
- Reliquiae Afzelianae : sistentes icones fungorum quos in Guinea collegit et in aere incisas excudi; curavit Adamus Afzelius. interpretatur Elias Magnus Fries (1860).[2]
- "Adam Afzelius Sierra Leone Journal 1795-1796" (translated into English, 1967; Alexander Peter Kup; Carl Gösta Widstrand).[3]

Afzelius, também publicou a biografia de Carl von Linné (Berlim, 1826)